# トロ箱栽培
トロ箱栽培（とろばこさいばい）とは、発泡スチロール製のプランターを使う栽培法・農法。海産物を収納する発泡スチロール製の箱がトロ箱と呼ばれることから名前が引用された。草花から野菜など、幅広く栽培に使うことができる。

## 利点
- 限られた狭いトロ箱内の土は、水分を保つことにより常に一定量の養水分を保つことが容易に可能である。さらにプランター材料である発泡スチロールの保温性と断熱性の高さにより、植物や土が環境変化による影響を受けにくい。その結果、植物が養分を吸収するための細い根を張り巡らしやすく、成長しやすい環境を作ることができる。
- 土の乾湿=水やりの量・物理性・肥料濃度等の環境を変えず一定のままに栽培が可能なため、管理が容易。
- 少量の土・養分で育成が可能（理由は後述）。
- 発泡スチロール製プランター自体の軽さ、土の少なさなどで総重量が軽い。

## 栽培方法
トロ箱栽培において重要なポイントは以下の2点である。
底面に排水溝を作り、土を常に湿った状態に
排水をしっかりと確保する事により同時に空気も確保ができ、根腐れにはならない。逆に土が乾くことによりプランター内に水みちが作られ、その部分には水分にムラが見られるようになる。さらに乾いた土の肥料濃度のバランスが崩れることにより根腐れが発生してしまう。よって常に土全体が湿っている様に心掛けることが大切である。もし表面がカラカラに乾いてしまった場合、多めの水を与え、土全体を再度湿らせる。
土の量は少なめ
トロ箱栽培で育つ植物は、細い根を生やす。よって土を入れすぎると、土の重みで目詰まりを起こしてしまい、根腐れが発生してしまう。草花の場合、1株当たりに必要な土の量は0.5リットルが目安となる。